# Крунубери (лен)
Лен Крунубери (на шведски: Kronobergs län) е лен в Южна Швеция. Граничи с леновете Йоншьопинг на север, Калмар на изток, Блекинге и Сконе на юг и Халанд на запад. Административен център е град Векшьо.

## Общини в лен Крунубери
В рамките на административното си устройсто, лен Крунубери се разеделя на 8 общини със съответно население към 31 декември 2013 :
| Алвеста Векшьо Елмхулт Лесебу Маркарюд Тингсрюд Упвидинге Юнгбю Карта на лен Крунубери с означение на общините | - Алвеста (Alvesta) с население 19 280 души; - Векшьо (Växjö) с население 85 822 души; - Елмхулт (Älmhult) с население 15 759 души; - Лесебу (Lessebo) с население 8059 души; - Маркарюд (Markaryd) с население 9515 души; - Тингсрюд (Tingsryd) с население 12 156 души; - Упвидинге (Uppvidinge) с население 9288 души; - Юнгбю (Ljungby) с население 27 277 души; |